# Florian Möslein
Florian Möslein (* 1971 in Neustadt an der Aisch) ist deutscher Rechtswissenschaftler.

## Leben
Von 1991 bis 1993 machte er eine Ausbildung zum Bankkaufmann. Von 1991 bis 1997 studierte er Betriebswirtschaftslehre in Augsburg und an der Fernuniversität Hagen (Dipl.-Kfm.), von 1993 bis 1998 studierte er Rechtswissenschaften an der Ludwig-Maximilians-Universität München und von 1995 bis 1996 im Auslandsstudium an der Universität Panthéon-Assas (Licence en droit). Nach dem ersten juristischen Staatsexamen 1998 absolvierte er von 1998 bis 1999 ein Master-Studium am University College London (LL.M. in International Business Law). Nach dem Referendariat 1999–2001 in München, mit Auslandsaufenthalten in Peking und Paris und dem zweiten juristischen Staatsexamen 2001 war er von 2001 bis 2004 wissenschaftlicher Mitarbeiter an der Universität Erlangen-Nürnberg. Seit 2004 war er wissenschaftlicher Assistent an der Humboldt-Universität zu Berlin. Nach der Promotion 2007 (Dr. jur.) an der Universität Hamburg war er von 2007 bis 2008 Jean-Monnet-Fellow am European University Institute. Von 2009 bis 2011 erhielt er Förderung durch die Deutsche Forschungsgemeinschaft. Seit 2010 ist er Schumpeter-Fellow der VolkswagenStiftung. Von 2010 bis 2012 lehrte er als Assistenzprofessor an der Rechtswissenschaftlichen Abteilung der Hochschule St. Gallen. Nach der Habilitation 2011 war er von 2012 bis 2013 Professor für Bürgerliches Recht, Internationales Handels- und Gesellschaftsrecht an der Universität Bremen. Seit 2013 ist er Professor für Bürgerliches Recht, Deutsches und Europäisches Wirtschaftsrecht an der Philipps-Universität Marburg. 2014 war er Visiting Fellow UC Berkeley School of Law (USA); Stanford Law School (USA) sowie am Europäischen Hochschulinstitut.
Seine Forschungsinteressen sind Kapitalgesellschafts- und Kapitalmarktrecht, Bankrecht, Schuldvertragsrecht, Europarecht, Rechtstheorie und Rechtsvergleichung.

## Schriften
- mit Jens-Uwe Franck: Fälle zum europäischen Privat- und Wirtschaftsrecht. München 2005, ISBN 3-406-53496-1.
- Grenzen unternehmerischer Leitungsmacht im marktoffenen Verband. Aktien- und Übernahmerecht, Rechtsvergleich und europäischer Rahmen. Berlin 2007, ISBN 978-3-89949-399-3.
- Dispositives Recht. Zwecke, Strukturen und Methoden. Tübingen 2011, ISBN 3-16-150891-2.
- als Herausgeber: Private Macht. Tübingen 2016, ISBN 3-16-153782-3.